# Norman (Oklahoma)
Norman è una città nello Stato dell'Oklahoma, situata a 32 km a sud del centro di Oklahoma City. Capoluogo della contea di Cleveland e parte dell'area metropolitana di Oklahoma City, la sua popolazione era di 110 925 abitanti al censimento del 2010. La popolazione stimata di Norman di 124.880 nel 2019 la rende la terza città più grande dell'Oklahoma.
Norman fu fondata durante la corsa alla terra del 1889. La città è chiamata così in onore di Abner Norman, primo geometra della zona, ed è stata formalmente incorporata il 13 maggio 1891. Economicamente la città ha un'istruzione superiore di primo piano e industrie di ricerca correlate, poiché ospita l'Università dell'Oklahoma, la più grande università nello stato, con quasi 32.000 studenti iscritti. L'università è ben nota in ambiti sportivi, i quali i giocatori sono soprannominati "Sooners", con oltre 85.000 persone che assistono regolarmente alle partite di football americano. L'università ospita diversi musei, tra cui il Fred Jones Jr. Museum of Art, che contiene la più grande collezione di arte impressionista francese mai donata a un'università statunitense, nonché il Sam Noble Oklahoma Museum of Natural History.
Il National Weather Center (NWC), situato a Norman, ospita una collezione unica di organizzazioni del settore universitario, statale, federale e privato che lavorano insieme per migliorare la comprensione degli eventi legati all'atmosfera terrestre. Norman si trova all'interno del Tornado Alley, una regione geografica in cui l'attività dei tornado è particolarmente frequente e intensa. L'area metropolitana di Oklahoma City, che comprende Norman, è l'area più soggetta a tornado al mondo. Lo Storm Prediction Center (SPC), un ramo della National Oceanic and Atmospheric Administration (NOAA), si trova presso il NWC. Lo SPC ha come scopo la previsione dei tornado a livello nazionale. Inoltre, la ricerca viene condotta presso il National Severe Storms Laboratory (NSSL), che comprende ricerche sul campo e gestisce vari radar meteorologici sperimentali.

## Geografia fisica
Secondo lo United States Census Bureau, ha un'area totale di 189,4 mi² (490,54 km²).

## Storia
La regione dell'Oklahoma divenne parte degli Stati Uniti con l'acquisto della Louisiana nel 1803. Prima della guerra civile americana, il governo degli Stati Uniti iniziò a trasferire le cinque tribù civilizzate, le cinque tribù di nativi americani che gli Stati Uniti avevano ufficialmente riconosciuto tramite un trattato, in Oklahoma. I trattati del 1832 e del 1833 assegnarono l'area conosciuta oggi come Norman alla Nazione Creek.
Dopo la guerra civile, i Creek furono accusati di aver aiutato la Confederazione; di conseguenza hanno ceduto la regione agli Stati Uniti nel 1866. All'inizio degli anni 1870, il governo federale ha intrapreso un'indagine di queste terre non assegnate. Abner Ernest Norman, un geometra di 23 anni del Kentucky, è stato assunto per supervisionare parte di questo progetto. La squadra di lavoro di Norman si accampò vicino a quello che oggi è l'angolo delle strade Classen e Lindsey; fu lì che gli uomini, forse scherzosamente, scolpirono un cartello su un olmo con la scritta "Norman's Camp", in onore del loro giovane capo. Nel 1887, la Atchison, Topeka and Santa Fe Railway iniziò a essere in servizio nell'area, che presto sarebbe stata colonizzata a seguito della corsa alla terra del 1889; i primi coloni decisero di mantenere il nome "Norman".
Il 22 aprile 1889, la corsa alla terra vide la fondazione di Norman, con almeno 150 residenti che trascorrevano la notte in campeggi improvvisati; la mattina dopo era già in costruzione il centro della città. Quasi subito, due uomini d'affari di Norman, l'ex agente di trasporto ferroviario Purcell Delbert Larsh e il capo cassiere della stazione ferroviaria Thomas Wagoner, iniziarono a fare pressioni affinché il governo territoriale stabilisse la sua prima università a Norman. I due erano interessati a far crescere la città e avevano ragionato che, piuttosto che cercare di influenzare i legislatori per individuare la capitale del territorio fortemente conteso, aveva senso tentare invece di assicurarsi la prima università dello stato (una mossa che sarebbe stata molto meno controversa). Il 19 dicembre 1890, Larsh e Wagoner hanno avuto successo con l'approvazione del Council Bill 114, che istituisce l'Università dell'Oklahoma a Norman circa 18 anni prima della nascita dello stato dell'Oklahoma.
La città di Norman fu formalmente incorporata il 13 maggio 1891.
Negli anni 1890, Norman era diventata una sundown town. Agli afroamericani non era permesso vivere entro i confini della città o pernottare fino ai primi anni 1960.
La città ha continuato a crescere nel corso dei decenni. Nel 1902 il distretto del centro ospitava due banche, due alberghi, un mulino e altre attività commerciali; nel 1913 c'erano oltre 3 700 residenti che vivevano a Norman quando la Oklahoma Railway Company decise di estendere il suo tram interurbano che andava da Oklahoma City a Moore a Norman, stimolando l'ulteriore crescita della popolazione. Durante gli anni 1940, l'importanza della ferrovia creebbe di meno, con lo sviluppo delle U.S. Routes. La popolazione della città era di 11 429 abitanti nel 1940.
Con il completamento dell'Interstate 35 nel giugno 1959, Norman divenne una comunità dormitorio di Oklahoma City, accelerando la sua crescita; nel 1960 la popolazione di Norman era di 33 412 abitanti ma alla fine del decennio era aumentata fino a 52 117 abitanti. Nel corso degli anni 1960, la superficie territoriale di Norman aumentò di 174 miglia quadrate (450 km²) annettendo le aree circostanti. Le tendenze di crescita della città sono continuate all'inizio del XXI secolo, con la popolazione che era aumentata a 95 694 abitanti nel 2000 e a 110 925 abitanti nel 2010.

## Società

### Evoluzione demografica
Secondo il censimento del 2010, la popolazione era di 110 925 abitanti.

### Etnie e minoranze straniere
Secondo il censimento del 2010, la composizione etnica della città era formata dal 79,68% di bianchi, il 4,32% di afroamericani, il 4,74% di nativi americani, il 3,83% di asiatici, lo 0,08% di oceaniani, l'1,89% di altre etnie, e il 5,46% di due o più etnie. Ispanici o latinos di qualunque etnia erano il 6,38% della popolazione.

## Amministrazione

### Gemellaggi
- Arezzo
- Clermont-Ferrand
- Colima
- Seika